# Crnac (Virovitica-Podravina)
Crnac is een gemeente in de Kroatische provincie Virovitica-Podravina.
Crnac telt 1772 inwoners.
Steden (gradovi): Virovitica · Orahovica · Slatina

Gemeenten (općine): Crnac · Čačinci · Čađavica · Gradina · Lukač · Mikleuš · Nova Bukovica · Pitomača · Sopje · Suhopolje · Špišić Bukovica · Voćin · Zdenci